# Elżbieta Qin Bian
Św. Elżbieta Qin Bian (chiń. 婦秦邊麗莎) (ur. 1846 r. w Nanpeiluo, Hebei w Chinach – zm. 19 lipca 1900 r. w Liucun, Hebei) – święta Kościoła katolickiego, męczennica.

## Życiorys
Po śmierci męża Elżbieta Qin Bian została z szóstką dzieci (trzech synów i trzy córki). Czworo z jej dzieci zostało męczennikami. Podczas powstania bokserów w Chinach doszło do prześladowania chrześcijan. Ponieważ jej rodzina jako katolicka została odkryta przez bokserów, uciekli do Liucun. Tam pewien bogaty człowiek chciał ożenić jej syna Szymona Qin Chunfu ze swoją jedyną córką, w zamian za co obiecywał ochronę przed bokserami. Szymon Qin odmówił, w następstwie czego człowiek ten doniósł bokserom, gdzie rodzina się ukrywa. Prześladowcy zabili Szymona Qin i poranili jego brata Pawła Qin Baolu. Paweł Qin ukrył się na cmentarzu. Został jednak znaleziony przez bokserów i zabity. Bokserzy wrócili do wsi po kobiety z rodziny i zażądali od nich, żeby wyparły się wiary. W związku z ich odmową wyprowadzili je za wieś i zabili 19 lipca 1900 r.

## Dzień wspomnienia
9 lipca (w grupie 120 męczenników chińskich).

## Proces beatyfikacyjny i kanonizacyjny
Została beatyfikowana razem z synem Szymonem Qin Chunfu 17 kwietnia 1955 r. przez Piusa XII w grupie Leon Mangin i 55 Towarzyszy. Kanonizowana w grupie 120 męczenników chińskich 1 października 2000 r. przez Jana Pawła II.